# Favoriten (película)

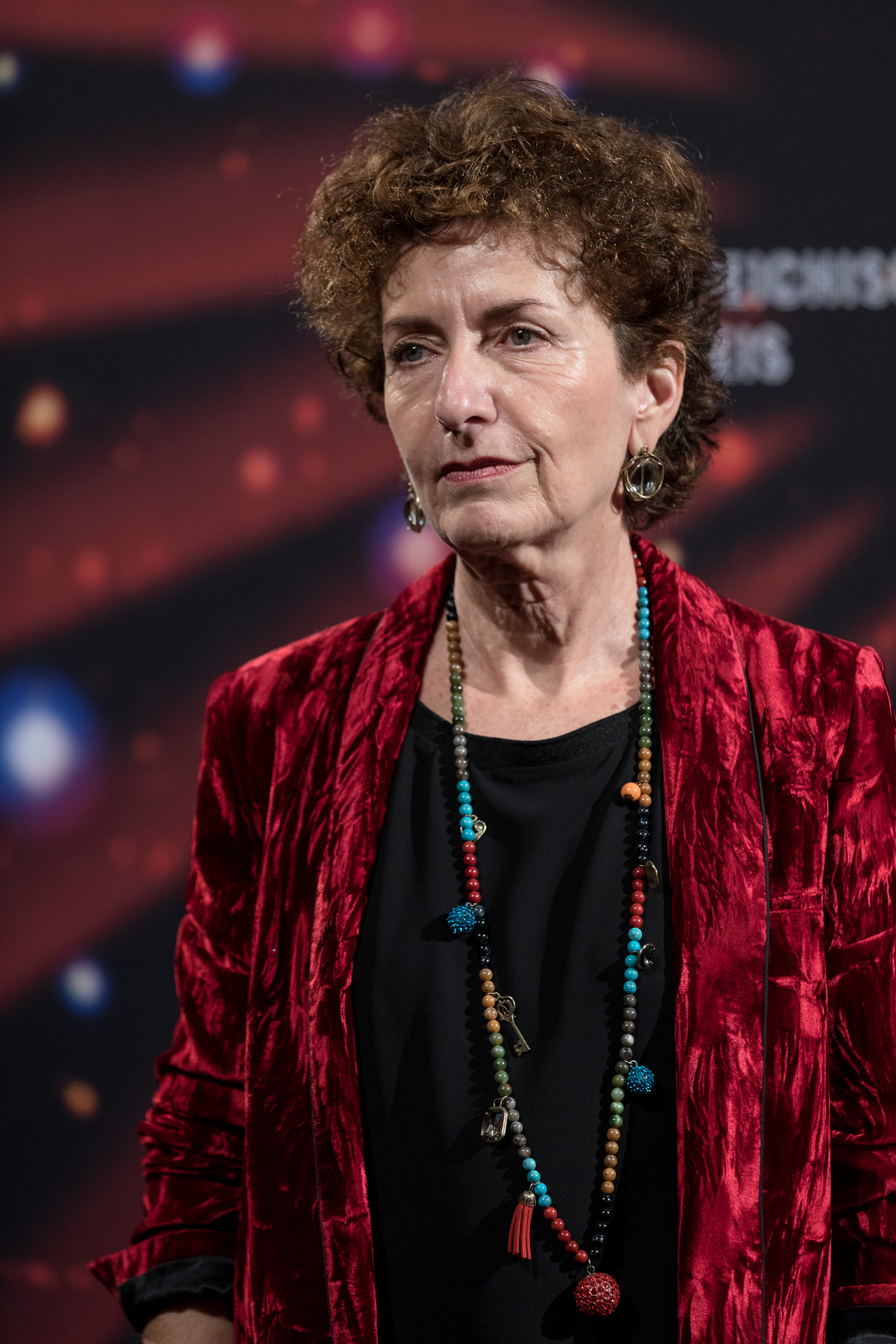
La directora y productora Ruth Beckermann en los Austrian Film Awards 2018.

Favoriten es una película documental austriaca de 2024 dirigida por Ruth Beckermann. Se trata de la enseñanza y el aprendizaje, y las experiencias a menudo sorprendentes que surgen en algún punto intermedio.
"Favoriten" tuvo su estreno mundial el 16 de febrero de 2024 en la sección Encounters del Festival Internacional de Cine de Berlín de 2024. Además, fue nominada al Premio de Documentales de la Berlinale.

## Contenido
El documental de Ruth Beckermann retrata las experiencias diarias de los estudiantes en una escuela desafiante en Favoriten. La película sigue a los niños mientras cursan tercer grado en la escuela primaria, una etapa crucial en sus trayectorias de aprendizaje. Los estudiantes enfrentan problemas tanto en la escuela como en su vida personal, encontrándose con grandes obstáculos. Sin embargo, también demuestran cuánto poder y talento poseen cuando reciben ayuda y motivación.

## Producción
La película dirigida por Ruth Beckermann, basada en el concepto de ella y Elisabeth Menasse-Wiesbauer, cuenta con Johannes Hammel como director de fotografía y Dieter Pichler como editor.
La financiación de la película provino en parte del Instituto de Cine Austriaco, que proporcionó 120,000 euros como parte de la financiación de la producción y 62,363 euros como parte de la financiación de referencia (hasta enero de 2021). La ORF contribuyó con 70,000 euros como parte del acuerdo de cine/televisión. Además, 120,000 euros en financiación de producción provinieron del Fondo de Cine de Viena y 113,000 euros de FISA Filmstätte Austria.
La fotografía principal comenzó el 1 de julio de 2021 en Viena, Austria, y concluyó en febrero de 2023.

## Estreno
Favoriten tuvo su estreno mundial el 16 de febrero de 2024 como parte del  Festival Internacional de Cine de Berlín, en la sección Encounters. 
La película tendrá su primera proyección en CPH:DOX el 13 de marzo de 2024 en la sección Artists & Auteurs.

## Recepción
Susanne Gottlieb, en su reseña de la película en la Berlinale para Cineuropa, escribió: "Beckermann ofrece un vistazo conmovedor a un mundo, al potencial de mentes jóvenes: mentes de personas que, a pesar de tener las probabilidades en su contra, están dispuestas a librar la batalla cuesta arriba por la auto-realización". 
Jessica Kiang, en su reseña para Variety, brindó una crítica positiva al afirmar: "Ruth Beckermann filmó a una clase de escuela primaria vienesa durante tres años para ofrecer un retrato vibrante, provocador y finalmente optimista de buenos niños respondiendo a una buena enseñanza". Opinó que "el ajuste juicioso del material no solo permite que la película fluya, sino que también comenta sobre los fallos del sistema educativo austriaco... lo hace de manera elocuente, evocando en lugar de subrayar". Kiang concluyó describiendo la película como "una de las películas más disfrutables de Ruth Beckermann" y sintió "tristeza por el paso de la fase más dulce de la infancia", pero, por otro lado, experimentó "una sensación cálida con respecto al futuro".
Nikki Baughan, en su reseña en la Berlinale para ScreenDaily, escribió: "Favoriten navega eficazmente por ideas de raza, comunidad y oportunidad a través de sus entrañables y a menudo sorprendentemente perspicaces sujetos". 

## Nominaciones
| Otorgar                                     | Fecha de la ceremonia | Categoría                                             | Nominado        | Resultado | Árbitro. |
| ------------------------------------------- | --------------------- | ----------------------------------------------------- | --------------- | --------- | -------- |
| Festival Internacional de Cine de Berlín    | 25 de febrero de 2024 | Encuentra la placa del Oso de Oro a la mejor película | Ruth Beckermann | Nominado  | [ 11 ]   |
| Festival Internacional de Cine de Berlín    | 25 de febrero de 2024 | Premio al Cine Documental de la Berlinale             | Ruth Beckermann | Nominado  | [ 4 ]    |
| Festival Internacional de Cine de Berlín    | 25 de febrero de 2024 | Premio de Cine por la Paz                             | Favoriten       | Ganador   | [ 12 ]   |
| Festival Internacional de Cine de Hong Kong | 7 de abril de 2024    | Concurso de Documentales, Premio Firebird             | Favoriten       | Ganador   | [ 13 ]   |